# Puente de Fresneda de la Sierra

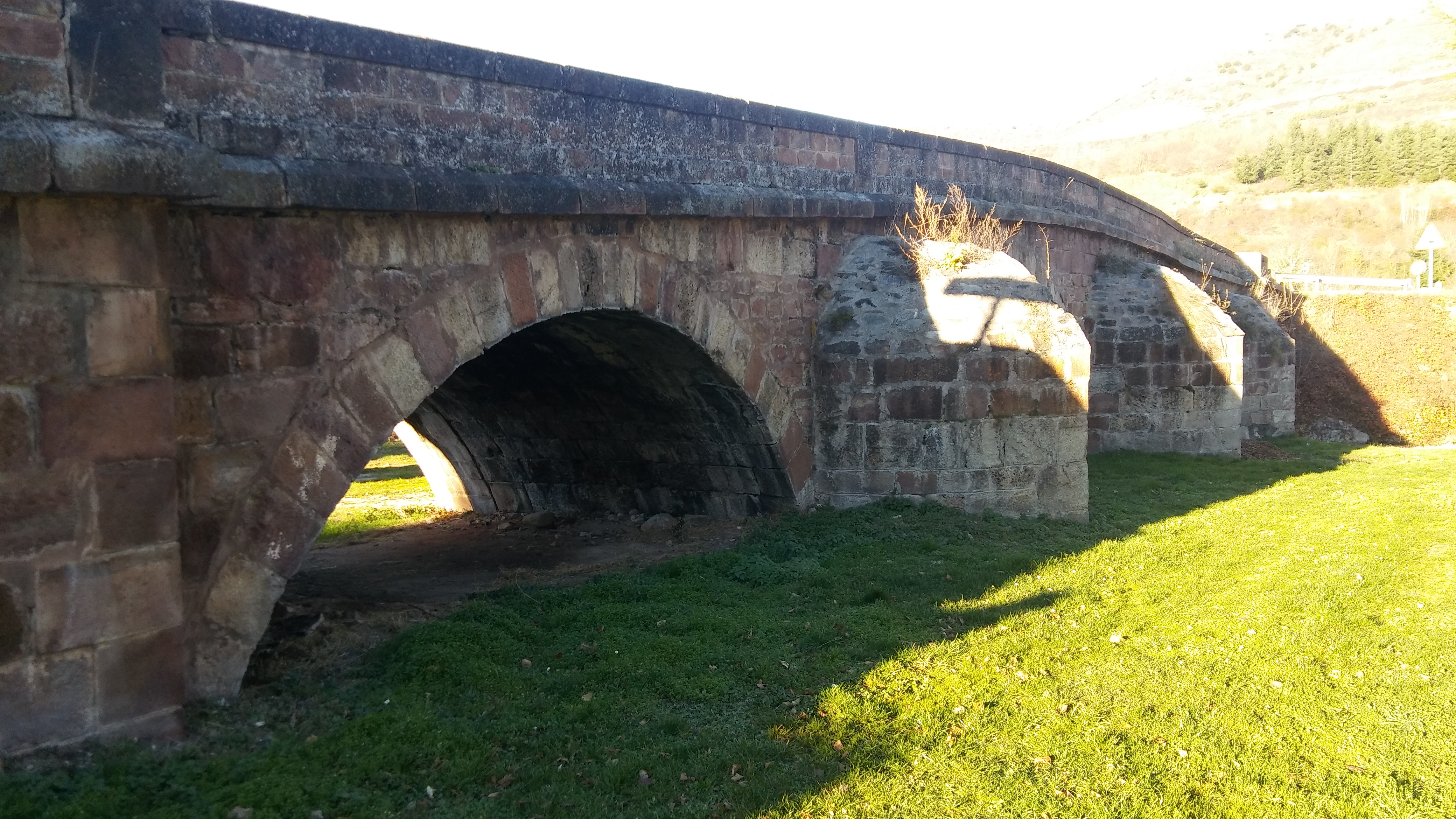
Puente de Fresneda de la Sierra

El puente de Fresneda de la Sierra, es un puente del siglo XVIII, situado sobre el río Tirón que aunque tiene rasgos que podrían parecer de origen medieval, también es notable las transformaciones experimentadas en el siglo XVII y, especialmente, en el XVIII. Situado en Fresneda de la Sierra a la salida del pueblo por la carretera de Pradilla.

## Historia
Se encuentra en la localidad de Fresneda de la Sierra, en la provincia de Burgos, en la comunidad autónoma de Castilla y León, comarca de Montes de Oca, limitando con la  comunidad de La Rioja y en plena Sierra de la Demanda.
Para empezar y como una breve historia de Fresneda de la Sierra, según varios historiadores, entre los cuales se encuentra el profesor Abasolo, podría pertenecer a la época romana, ya que en la zona de "Los Rubiales", existen pruebas de esta época.
Tras varios acontecimientos, pasaría al reino de Castilla en el siglo XII, ya que por estas  fechas pertenecen varias de las construcciones religiosas y la configuración definitiva de su trazado urbanístico. Con esto podemos considerar que el puente ya por entonces era necesario para pasar por la Mesta y con mucha importancia para el paso de mercancías para las fábricas de paños del entorno. Durante el siglo XVIII sería reconstruido ofreciendo las características generales que hoy posee.
El puente fue creado a costa del Fray Bernardo Alvarado de Velasco, que era confesor del Rey Felipe II.
Además en las obras de mediados del siglo XVIII, también esta documentada la intervención de Damián Arnaiz según el proyecto del maestro cántabro Diego de la Riva.

## Observaciones estilísticas
Su traza medieval ha ido formándose con diversas intervenciones conformadas en el siglo XVII que forman lo que es todo el conjunto del puente, además la utilización de la piedra arenisca rojiza, hace que este en perfecta armonía con el paisaje que le rodea.
El estilo de este puente del siglo XVII, es predominantemente barroco

### Descripción tipológica
El puente de Fresneda de la Sierra, es un puente construido sobre el río Tirón, el cual es un puente de piedra arenisca, con lo que es la planta con una forma irregular, con ojos semicirculares, tajamares apuntados aguas arriba y rectangulares aguas abajo, con un perfil alomado.

### Descripción técnica
El puente tiene una longitud de 50,00 metros, 5,40 metros de anchura y 6,00 metro de altura. Los cuatro arcos que conforman el puente son semicirculares con una luz de unos 7 metros, sus bóvedas de cañón con tímpanos y estribos de mampostería. Los tajamares están apuntados aguas arriba y el pretil de mampostería con una albardilla de sillería moldurada.
El número par de los arcos hace que estén de tal manera, que los laterales, son más pequeños, creciendo en diámetro hasta el centro del puente, que es mayor y coincide con el punto de mayor caudal del puente.